# Hu (Kaiserinwitwe)

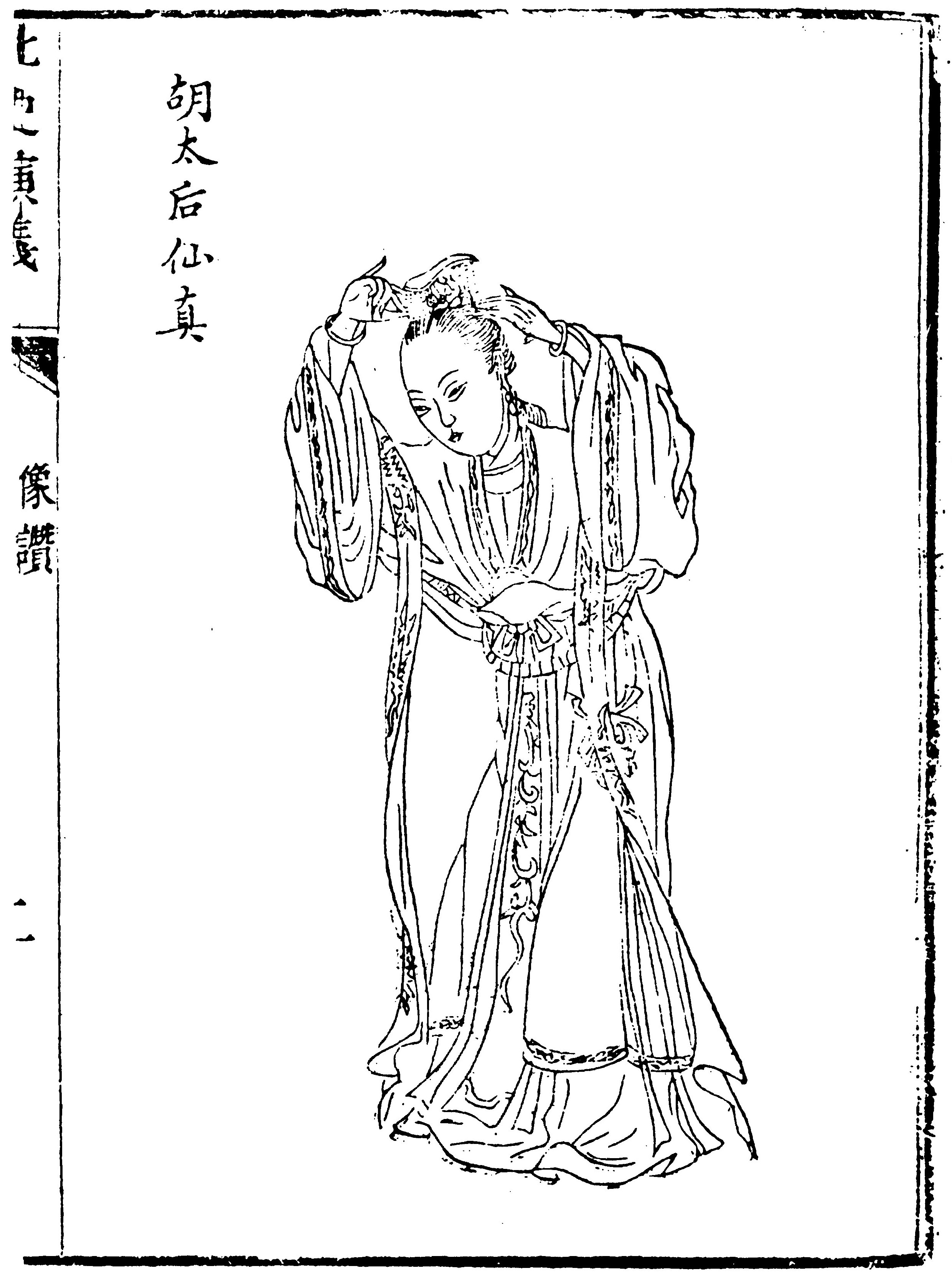

Die Kaiserinwitwe Hu (formell: Kaiserin Ling) war eine Kaiserin der Nördlichen Wei-Dynastie und Mutter von Kaiser Xiao Ming.

## Leben

### Herkunft und Aufstieg
Das genaue Geburtsdatum der Kaiserinwitwe Hu ist nicht bekannt. Ihr Vater war der Graf von Wushi, ihre Tante war eine bekannte buddhistische Nonne, die öfter im Palast von Kaiser Xuanwu betete. Dort erzählte sie den Dienern von der Schönheit ihrer Nichte, der Kaiser wurde so auf sie aufmerksam, ließ sie in den Palast bringen und machte sie zur kaiserlichen Konkubine. Die Konkubinen im Palast hatten Angst, einen Knaben zu gebären, da es Brauch war, die Mutter des Thronfolgers bei dessen Thronbesteigung zu töten. 510 gebar Hu einen Sohn, Yuan Xu. Der Kaiser hatte Angst, den einzigen Erben verlieren zu können, daher veranlasste er, dass nur ausgewählte Ammen Zutritt zu ihm erhielten. Konkubine Hu und Kaiserin Gao wurde der Zutritt ebenfalls verwehrt. 512 wurde Yuan Xu zum Kronprinzen ernannt, der Brauch, die Mutter zu töten, wurde abgeschafft.

### Regentschaft
Der Kaiser starb 515 und Yuan Xu bestieg als Kaiser Xiao Ming den Thron. Da er erst fünf Jahre alt war, wurde seine Mutter Regentin, sie erhielt den Titel einer Kaiserinwitwe, die vormalige Kaiserin Gao wurde als Kaiserinwitwe abgesetzt. 520 wurde die Kaiserinwitwe nach einem Putsch unter Hausarrest gestellt. 525 stellte sie ihre Macht wieder her. 

### Sturz
Als der Kaiser erwachsen geworden war, wollte er seine Macht selbst ausüben; deshalb unternahm er Maßnahmen gegen seine Mutter und tötete deren Liebhaber Zheng Yan. Die Kaiserinwitwe vergiftete ihn daraufhin und wurde deswegen abgesetzt. Erzhu Rong, der sich mit dem Kaiser verbündet hatte, um sie abzusetzen, ließ sie in den Gelben Fluss werfen.